# Ненависть (фильм, 1930)
«Не́нависть» — художественный фильм по мотивам цикла романов Юлиуша Каден-Бандровского «Чёрные крылья»

## Сюжет
Конец 1920-х годов. Польский сейм обсуждает законопроект военного министерства об увеличении производства вооружений и добычи нефти для нужд армии. Происходят ожесточённые столкновения между правыми силами и коммунистической фракцией, выступающей против войны с СССР. Лидер социал-демократов Сташевский просит передать проект, который тяжким бременем ляжет на бюджет, для доработки в комиссию. В это время на нефтепромысле в Богуславе вспыхивает забастовка, вызванная каторжными условиями труда, нищенской зарплатой и антисоветским курсом правительства. Забастовку используют в своих интересах румынские нефтяные короли — конкуренты поляков на мировом рынке. Через своего агента Дюваля они подкупают Сташевского. Пытаясь искусственно затянуть забастовку, тот посылает рабочим телеграмму со словами поддержки. Акции нефтепромыслов падают, и Сташевский скупает их. Нефтепромыслы переходят в ведение военного министерства, и Сташевский действует уже в его интересах. Он приезжает в Богуслав с решением сейма о немедленном прекращении забастовки. Взамен рабочим обещано мизерное повышение зарплаты. Вооружившиеся забастовщики (среди которых и инженер Тадеуш, сын Сташевского, ухаживающий за дочерью рабочего Вильчика Стефой) окружают важнейшие объекты промысла колючей проволокой и пропускают через неё ток. Директор Бембницкий вызывает войска. Стефу посылают за помощью. Войска используют газы. В решающий момент атаки Тадеуш отключает ток, лишая забастовщиков защиты. Вновь голосуется законопроект военного министерства. На местах социал-демократической «оппозиции» пусто. Приходит сообщение, что в ответ на «восстановление порядка» в Богуславе, где были большие жертвы, забастовали рабочие заводов военного снаряжения и горняки-угольщики, организованы демонстрации протеста. Воодушевлённые депутаты-коммунисты разворачивают антифашистский лозунг.

## В ролях
- Ада Войцик — Стефа
- В. Ярославцев — её отец
- Л. Данилов — её брат
- Владимир Шаховской — Ян
- О. Мерлатти — Сташевский
- А. Салтыкова — жена директора
- Николай Прозоровский — Тадеуш
- Бенедикт Норд — Дюваль
- А. Дединцев — Бембницкий
- Е. Кузнецова — женщина с ребёнком
- Николай Витовтов — генерал

## Релиз
- Премьера: 4 сентября 1930 года.
- Шёл также под названием «Чёрная кровь»

## Технические данные
- Чёрно-белый, немой
- 8 частей.